# Beta Arietis
Désignations
Beta Arietis (β Ari / β Arietis, Bêta Arietis) dans la Désignation de Bayer, et 6 Arietis dans celle de Flamsteed, est une étoile de la constellation du Bélier située sur la et constitue la deuxième corne du Bélier. E
Elle a une magnitude apparente de +2,66. Son type spectral est A5V (étoile blanche de la séquence principale). Elle est à 59,6 années-lumière de la Terre.
L'étoile est une binaire spectroscopique. La compagne orbite en 107 jours avec une excentricité inhabituellement élevée de 0,88. D'après la masse estimée de la compagne, c'est très probablement une étoile de type G.

## Nomenclature et histoire

### Du ciel arabe traditionnel à l'UAI

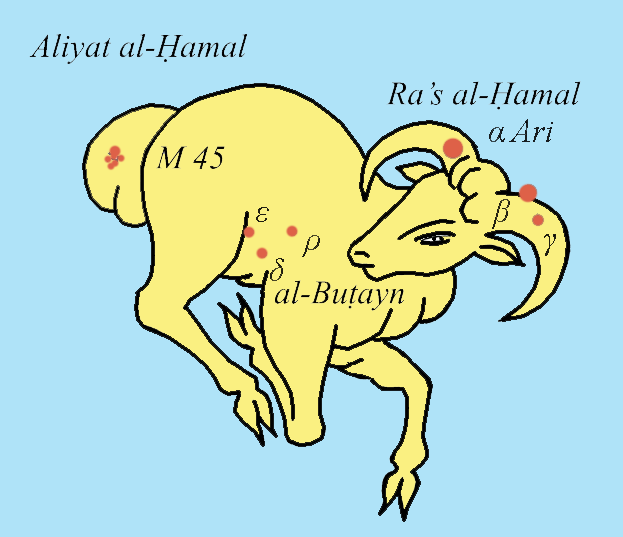
La figure de الحمل al-Ḥamal, « l'Agneau », dans le ciel arabe traditionnel.

Sheratan est le nom approuvé pour β Ari par l’Union astronomique internationale. (UAI). c'est l'arabe الشرطان al-Šaraṭān, littéralement « les Deux Marques [de l’entrée de l’équinoxe] », qui s'applique, dans les calendriers arabes traditionnels, au groupe βγ Ari et correspond au point vernal au début de notre ère,.

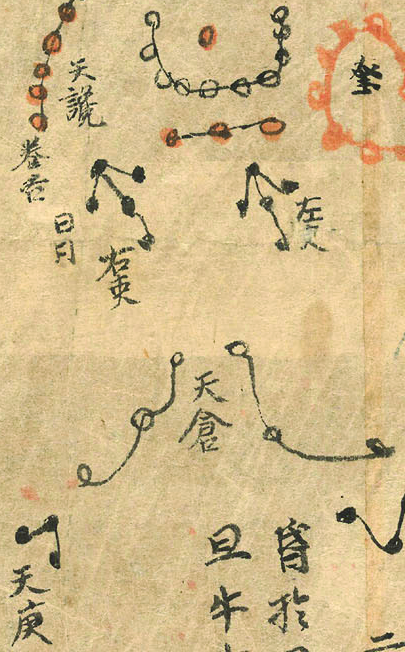
Les constellations (星官 xīng guān) de 婁 Lóu, sur la Carte de Dunhuang (ca. 649-684). Les 3 étoiles 婁 Lóu, comme celles du石氏星经 Shí shì xīng jīn, « le Canon astral de Maître Shí », y sont indiquées en rouge.

Il a été introduit par Giuseppe Piazzi (1814), à partir de la transcription AlSheratân du nom de la première des Manāzil al-qamar ou « stations lunaires », dans la traduction du زيجِ سلطانی Zīğ-i Sulṭānī ou « Tables sultaniennes » d’Uluġ Bēg (1437) effectuée par Thomas Hyde (1665), en le spécialisant pour β Ari, , et relevé par Richard Hinckley Allen (1899).

### En Chine
婁 Lóu, « le Parc des bêtes (vaches ou brebis) destinées au sacrifice », est, dans l’astronomie chinoise, le nom de β Ari. C’est le 16e 宿 xiù, « astérisme », dans le système des 28 stations lunaires chinoises, et le 2e des 7 宿 xiù du Printemps regroupés dans la figure (象 xiàng) de 西方白虎 Xīfāng Báihǔ, « le Tigre blanc de l’Ouest », système élaboré avant soit la Période des Royaumes combattants (戰國 zhànguó), soit avant 476 av. è. c. Dans le 石氏星经 Shí shì xīng jīn, « le Canon astral de Maître Shí », c’est-à-dire l'école astronomique de Shi Shen (ca. 350 av. è. c.), cette étoile est 婁宿一 Lóu xiù yī , soit la 1ère étoile (星xing) de la constellation (星官 xīng guān) de 婁 Lóu, ce qui correspond au groupe βγα Ari(.